# Hüseynbəyli (Bərdə)
Hüseynbəyli è un comune dell'Azerbaigian situato nel distretto di Bərdə. Conta una popolazione di 407 abitanti.